# Analgezja wrodzona
Analgezja wrodzona – rzadka choroba genetyczna polegająca na całkowitym braku odczuwania bólu. Przyczyną choroby jest mutacja w genie SCN9A w locus 2q24, który odpowiada za przekazywanie pomiędzy komórkami nerwowymi impulsów bólowych do mózgu. Chorzy są zdolni do odbioru bodźców pozabólowych: dotyku, ciepła, zimna, łaskotania. Nie odczuwają jednak żadnych czynników bólowych, co może stwarzać zagrożenie życia. Dzieci dotknięte chorobą mogą osiągnąć wiek dojrzały, ale ich przewidywana długość życia jest dużo krótsza od reszty populacji z uwagi na brak reakcji na stany zagrażające zdrowiu i życiu, takie jak: oparzenie, skaleczenie, złamanie nogi itp.    